# Apicoplaste
Vous pouvez aider à l'améliorer ou bien discuter des problèmes sur sa page de discussion.
- Il doit être débarrassé d’une partie de son jargon. Sa qualité peut être largement améliorée en utilisant un vocabulaire directement compréhensible par le plus grand nombre. (Marqué depuis avril 2024)
- Son texte doit être wikifié : il ne correspond pas à la mise en forme Wikipédia (style, typographie, liens internes, liens entre les wikis, etc.). (Marqué depuis avril 2024)
- La traduction doit être revue. Le contenu est difficilement compréhensible à cause d’erreurs de traduction, peut-être dues à l’utilisation d’un logiciel de traduction automatique. (Marqué depuis avril 2024)

Un apicoplaste est un plaste non photosynthétique dérivé que l'on trouve dans la plupart des apicomplexes, tels que Toxoplasma gondii, Plasmodium falciparum et d'autres Plasmodium spp. (parasites responsables du paludisme), mais pas chez d'autres comme Cryptosporidium. Il est issu d'algues par endosymbiose secondaire ; il y a un débat quant à savoir s'il s'agissait d'une algue verte ou rouge. L'apicoplaste est entouré de quatre membranes situées à l'intérieur de la partie la plus externe du système endomembranaire. L'apicoplaste est le lieu de voies métaboliques importantes telles que la synthèse des acides gras, la synthèse des précurseurs des isoprénoïdes et une partie de la voie de biosynthèse de l'hème.

## Importance
Les apicoplastes sont des plastes reliques non photosynthétiques que l'on trouve chez la plupart des parasites protozoaires appartenant au phylum Apicomplexa,. Parmi les parasites apicomplexes les plus tristement célèbres se trouve Plasmodium falciparum, un agent responsable d'une forme sévère de paludisme. Les apicoplastes constituent une cible intéressante pour les médicaments antipaludiques car ils sont essentiels à la survie de ces parasites. Plus précisément, les propriétés similaires à celles des végétaux des apicoplastes constituent une cible pour les médicaments herbicides. Et avec l’émergence de souches de paludisme résistantes aux traitements actuels, il est primordial que de nouvelles thérapies, comme les herbicides, soient explorées et comprises. De plus, les herbicides peuvent être capables de cibler spécifiquement l'apicoplaste  similaire à celui des plantes du parasite sans aucun effet notable sur les cellules de l'hôte mammifère[réf. nécessaire].</link>

## Origine évolutive
Les preuves suggèrent que l'apicoplaste est un produit de l'endosymbiose secondaire, et que l'apicoplaste peut être homologue du plaste secondaire des algues dinoflagellées, étroitement apparentées. Une ancienne cyanobactérie a d’abord été ingérée par une cellule eucaryote mais n’a pas été digérée. La bactérie a échappé à la digestion car elle a formé une relation symbiotique avec la cellule eucaryote hôte ; l'eucaryote et la bactérie ont mutuellement bénéficié de leur nouvelle existence commune. Le résultat de l’endosymbiose primaire était une algue eucaryote photosynthétique. Un descendant de cette algue eucaryote a ensuite été lui-même ingéré par un eucaryote hétérotrophe avec lequel il a noué sa propre relation symbiotique et a été conservé sous forme de plaste. L'apicoplaste a évolué dans son nouveau rôle pour préserver uniquement les fonctions et les gènes nécessaires pour contribuer de manière bénéfique à la relation hôte-organite. Le génome ancestral de plus de 150 kb a été réduit par délétions et réarrangements à sa taille actuelle de 35 kb. Lors de la réorganisation du plaste, l'apicoplaste a perdu sa capacité de faire de la photosynthèse. On suppose que ces pertes de fonctions se sont produites à un stade précoce de l'évolution afin d'avoir laissé suffisamment de temps pour la dégradation complète des reliques photosynthétiques reconnues et la disparition d'un nucléomorphe.

## Architecture et distribution
La plupart des Apicomplexes contiennent un seul apicoplaste ovoïde qui se trouve à l'avant de la cellule parasitaire envahissante. L'apicoplaste est situé à proximité du noyau de la cellule et est souvent étroitement associé à une mitochondrie. Ce petit plaste, seulement 0,15–1,5 μm de diamètre, est entouré de quatre membranes. Les deux membranes internes sont dérivées des membranes plastidiques des algues; la membrane suivante s'appelle la membrane périplastidienne et est dérivée de la membrane plasmique des algues. Enfin, la membrane la plus externe appartient au système endomembranaire hôte. Dans le stroma de l'apicoplaste se trouve un Brin d'ADN circulaire long de 35 kb qui code pour environ 30 protéines, ARNt et certains ARN. Des particules suspectées d'être des ribosomes bactériens sont présentes. Le plaste, au moins chez l'espèce Plasmodium, contient également des « verticilles tubulaires » de membrane qui présentent une ressemblance frappante avec les thylakoïdes de leurs parents chloroplastiques. L'importation de protéines dans l'apicoplaste à travers les quatre membranes se produit par le biais de complexes de translocation provenant du plaste d'algue (par exemple :) ou d'une duplication de la dégradation des protéines associée au réticulum endoplasmique (par exemple :).

## Fonction
L'apicoplaste est un organite essentiel à la survie du parasite. On pense que la tétracycline, un antibiotique également utilisé pour lutter contre les infections palustres, agit en ciblant l'apicoplaste. Il héberge quatre voies métaboliques principales :

### Synthèse des acides gras
La destruction de l’apicoplaste ne tue pas immédiatement le parasite mais l’empêche d’envahir de nouvelles cellules hôtes. Cette observation suggère que l'apicoplaste pourrait être impliqué dans le métabolisme des lipides. S'il est incapable de synthétiser suffisamment d'acides gras, le parasite est incapable de former la vacuole parasitophore (PV) indispensable au succès de l'invasion des cellules hôtes. Cette conclusion est étayée par la découverte du processus de synthèse de l'Acide gras synthase (FAS) de type II dans l'apicoplaste.

### Synthèse des isoprénoïdes
On pense également que l'apicoplaste joue un rôle dans la synthèse des isoprénoïdes, qui sont des groupes prothétiques sur de nombreuses enzymes et agissent également comme précurseurs des ubiquinones (impliquées dans le transport des électrons) et des dolichols (impliqués dans la formation des glycoprotéines ). L'apicoplaste contient la voie du méthylérythriol phosphate (MEP/DOXP) pour la synthèse des précurseurs isoprénoïdes et est le seul site pour une telle synthèse dans les cellules de type Plasmodium.

### Synthèse de l'hème
L'apicoplaste est également impliqué dans la synthèse de l'hème ainsi que celle des acides aminés. Il est également suggéré qu'il joue un rôle dans le développement cellulaire. Ces fonctions ne sont cependant que des postulats et ne sont pas encore étayées de manière concluante par l’expérimentation.

### Synthèse de clusters fer-soufre
Diverses enzymes biosynthétiques de clusters fer-soufre, notamment SufB ou Orf470, ont été identifiées dans le génome des apicoplastes.